# Adriano Buzaid
Adriano Buzaid, född den 5 juli 1988 i São Paulo, Brasilien, är en brasiliansk racerförare.

## Racingkarriär
Buzaid tävlade i brittiska formel Renault i tre säsonger, blev sjua 2007 och trea 2008. Dessa resultat gjorde att han kunde graduera till Brittiska F3-mästerskapet till säsongen 2009 med T-Sport. Buzaid övertygade stundtals, men hade en ojämn prestationsnivå. Han vann på Spa-Francorchamps och blev sexa i mästerskapet.